# 巧克力披薩

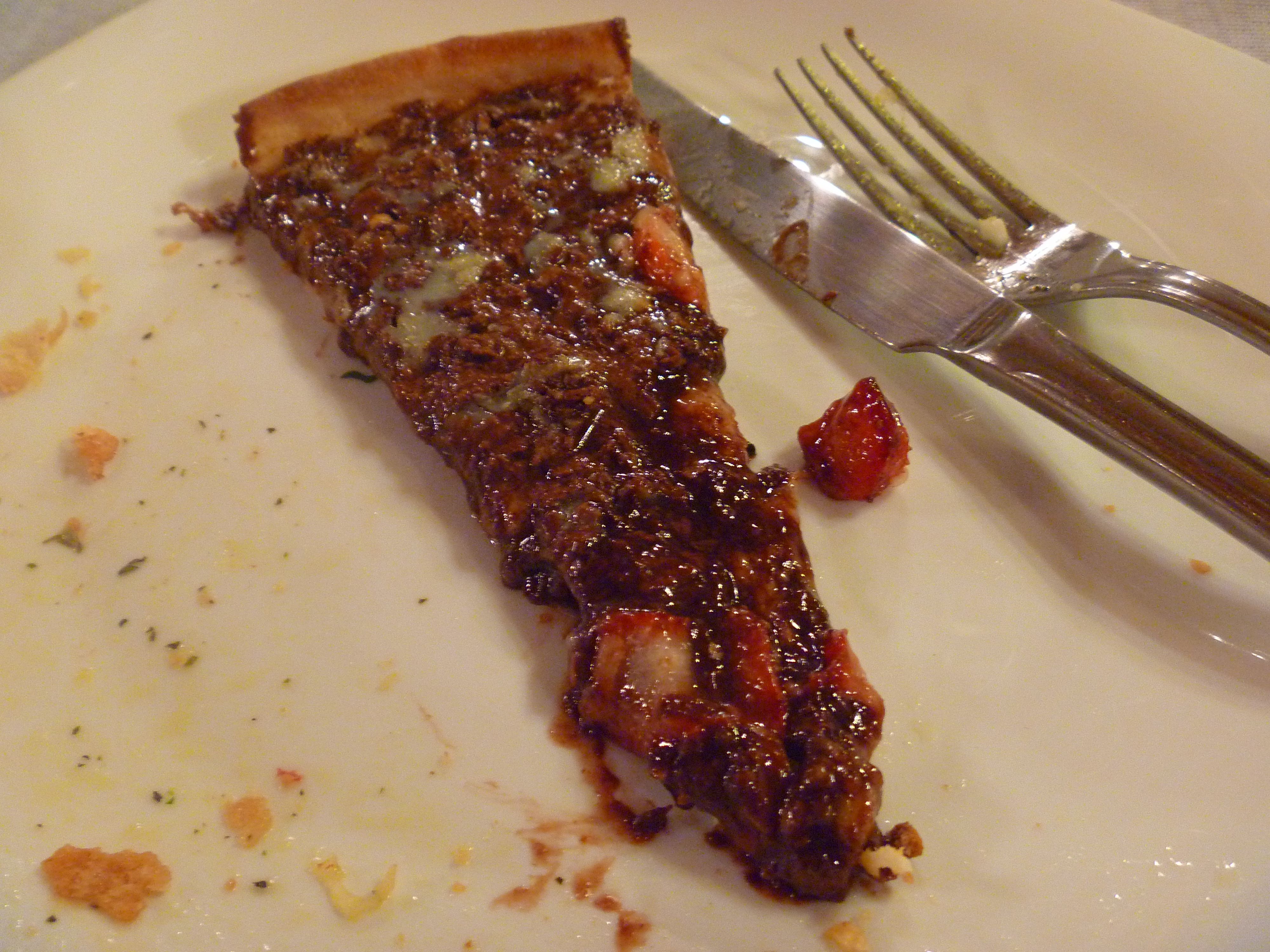
一片巧克力饼披薩，巴西。

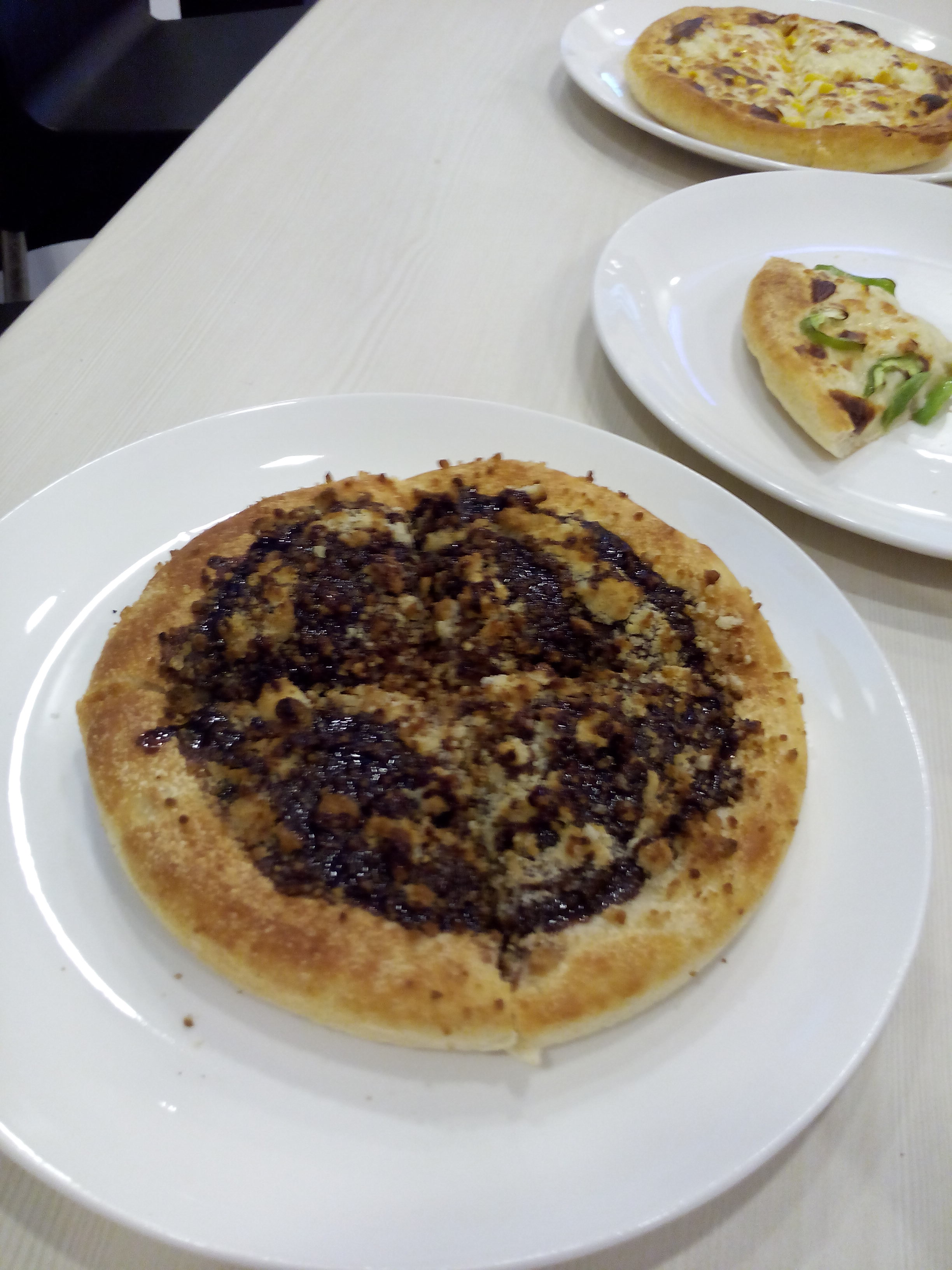
一人份的-巧克力小披薩

巧克力披薩是披萨的一種類型。使用巧克力作為披薩的主要成分。巧克力饼可以作為一種甜点。甚至有一些公司在製作巧克力披薩有各自專門的技巧。

## 公司
在美國，有一家名為「巧克力披薩公司」的製造商專門從事製作巧克力披薩，公司總部在紐約州Marcellus，也有分店在北卡羅萊納州Cornelius。「Chocolate Pizza®」是這間公司的註冊商標。

## 外部連結
- 食品网络 （页面存档备份，存于）
- 美食家 （页面存档备份，存于）